# Aeroportul Nîmes-Alès-Camargue-Cévennes
Aeroportul Nîmes-Alès-Camargue-Cévennes (IATA: FNI, ICAO: LFTW) este un aeroport din Saint-Gilles, Gard, Occitania, Franța metropolitană, Franța ce deservește zona Nîmes. Aeroportul a fost tranzitat în 2022 de 185.242 de pasageri. A fost deschis în 1931 și numit după zona deservită.
Situat la o altitudine de 94 m, aeroportul dispune de 1 pistă. Este operat de Edeis⁠(d).

## Infrastructură

### Piste
Aeroportul dispune de o singură pistă. Pista are orientarea 18/36. 